# Liste von Kriegsgräberstätten in Niedersachsen
Die Liste von Kriegsgräberstätten in Niedersachsen benennt Kriegsgräberstätten in Niedersachsen, Bundesrepublik Deutschland, ohne Anspruch auf Vollständigkeit.

## Liste
| Bezeichnung                                              | Ortschaft                                                                                     | Beschreibung | Foto |
| -------------------------------------------------------- | --------------------------------------------------------------------------------------------- | --- | ---- |
|                                                          | Alfeld (Leine)                                                                                | |      |
| Jüdischer Friedhof Barnstorf                             | Barnstorf                                                                                     | Auf dem Jüdischen Friedhof befindet sich ein Gedenkstein für russische Kriegsgefangene. |      |
| Jüdischer Friedhof Bassum                                | Bassum                                                                                        | Auf dem Jüdischen Friedhof befinden sich 9 Grabsteine für „unbekannte russische Soldaten“. Die Kriegsgefangenen (Zweiter Weltkrieg) aus der ehemaligen Sowjetunion wurden in 9 Sammelgräbern bestattet. Bei 7 der 9 Grabsteinen für die Sammelgräber ist die Anzahl der „Russen“ angegeben: 6 beziehungsweise 7 − insgesamt 44. Bei zwei Grabsteinen lautet die Inschrift nur „Unbekannte Soldaten Russen“.                      |      |
| Becklingen War Cemetery                                  | Becklingen                                                                                    | In der Nähe der Ortschaft Wietzendorf im Ortsteil Bockel nördlich von Becklingen direkt an der B 3, sind 2.086 Briten, 140 Kanadier, 79 Australier, 38 Neuseeländer, 2 Südafrikaner, 1 Grieche, 19 Polen, 5 Russen, 2 Jugoslawen und 29 Personen mit unbekannter Nationalität beigesetzt, die während des Zweiten Weltkriegs gefallen oder in Kriegsgefangenschaft umgekommen sind.                                              |      |
| Sowjetische Kriegsgräberstätte Bergen-Lohheide (Hörsten) | Bergen-Belsen                                                                                 | Bei Bergen-Lohheide (Hörsten) sind etwa 20.000 ehemalige sowjetische Kriegsgefangene beigesetzt, die an Hunger, Typhus, Ruhr, Fleckfieber und Tuberkulose im Lager Bergen-Belsen starben. |      |
| Österreichische Kriegsgräberstätte Ritzebüttel           | Cuxhaven, Stadtteil Ritzebüttel in Deutschland. Auf dem Friedhof der Martins-Kirchengemeinde. | Hier ruhen 51 Tote der österreichischen k.k. Marine, die 1864 beim Seegefecht vor Helgoland starben. |      |
| Kriegsgräberfriedhof Edewecht                            | Edewecht                                                                                      | Kriegsgräberstätte für über 400 z. T. unidentifizierte deutsche Soldaten, außerdem für einige Kriegsgefangene und Zwangsarbeiter des Zweiten Weltkriegs. Ein Gedenkstein und weitere Ehrentafeln erinnern an Opfer aus der Gemeinde in den Kriegen 1866, 1870/1871, 1914–1918 und 1939–1945. |      |
|                                                          | Eschershausen                                                                                 | Auf dem Alten Friedhof |      |
| Kriegsopferstätte Handeloh                               | Handeloh                                                                                      | Auf der Kriegsopferstätte des Gemeindefriedhof Handeloh ruhen 64 Kriegsopfer eines KZ-Zuges. |      |
| Kriegsgräberstätte Heidenau                              | Heidenau (Nordheide)                                                                          | Auf dem Gemeindefriedhof Heidenau ruhen in zwei Gräberfeldern 81 Kriegsopfer des Zweiten Weltkrieges. Zwangsarbeiter und Insassen des UNRRA Displaced Persons - Camp Heidenau, darunter 35 Kinder, vor allem aus der ehemaligen Sowjetunion sowie Ukraine. |      |
| Kriegsopferstätte Königsmoor                             | Königsmoor                                                                                    | Auf diesem Friedhof ruhen 18 Kriegstote des ersten und Zweiten Weltkrieges. Es handelt sich um 5 belgische Soldaten, 6 russische Soldaten aus dem Ersten Weltkrieg, deren Namen bekannt sind, sowie um weitere 7 unbekannte russische Soldaten. Sie alle wurden Opfer des Arbeitseinsatzes als Kriegsgefangene in der Moorversuchswirtschaft.                                                                                    |      |
|                                                          | Lauenförde                                                                                    | |      |
| Ehrenfriedhof Oderbrück                                  | Oderbrück bei Braunlage                                                                       | An einem Oberharzer Wanderweg, der von der B4 aus über den Dreieckigen Pfahl zum Brocken oder nach Schierke führt, befindet sich eine Gräberstätte mit 105 Gräbern, in denen Angehörige der Wehrmacht, der Hitlerjugend, des Volkssturms und der Waffen-SS sowie sowjetische Kriegsgefangene bestattet sind. |      |
| Jüdischer Friedhof (Oldenburg)                           | Oldenburg (Oldb), Ortsteil Osternburg                                                         | Auf dem Jüdischen Friedhof in Oldenburg (Oldb) befindet sich eine Gräberstätte für insgesamt 56 Personen (Kriegsgefangene und Zivilpersonen) aus Russland, der Ukraine und Polen. Eine Person ist unbekannter Staatsangehörigkeit. |      |
|                                                          | Quernheim                                                                                     | Auf dem Jüdischen Friedhof befindet sich ein Grab mit 27 russischen Kriegsgefangenen. |      |
| Sage War Cemetery                                        | Sage (Großenkneten)                                                                           | Erbaut und unterhalten von der Commonwealth War Graves Commission, wurden hier insgesamt 970 Personen – überwiegend Angehörige der alliierten Luftwaffe – bestattet. |      |
|                                                          | Salzderhelden                                                                                 | |      |
| Kriegsgräberstätte Sandbostel                            | Sandbostel                                                                                    | Auf der Kriegsgräberstätte Sandbostel, dem ehemaligen Lagerfriedhof des Kriegsgefangenenlagers Stalag X B Sandbostel, befinden sich die Massengräber von mindestens 4700 sowjetischen Kriegsgefangenen. Jugoslawische, polnische und unbekannte Kriegsgefangene, liegen in Einzelgräbern bestattet. Auf einer Rasenfläche liegen 2397 KZ-Häftlinge des KZ-Neuengamme begraben, die 1945 in das KZ-Auffanglager Sandbostel kamen. |      |
| Hannover War Cemetery                                    | Seelze                                                                                        | Zwei britische Friedhöfe in einem, eine Kriegsgräberstätte und das „Hannover Military Cemetery Limmer“ für britische Armeeangehörige |      |
|                                                          | Syke                                                                                          | Auf dem Jüdischen Friedhof befinden sich zwei Grabsteine für je „sieben unbekannte russische Kriegsgefangene“. 14 Kriegsgefangene aus der ehemaligen Sowjetunion, die zwischen 1941 und 1946 ihr Leben verloren haben, wurden in zwei Sammelgräbern bestattet. |      |
| Gräberfeld mit Soldatengräbern                           | Syke-Barrien                                                                                  | Auf dem Friedhof Barrien befinden sich vier Grabsteine für Soldaten, die in den letzten Tagen des 2. Weltkrieges ihr Leben verloren haben. |      |
| Kriegsgräberstätte Tostedt                               | Tostedt                                                                                       | Auf dem Gemeindefriedhof Tostedt befinden sich ein einzelnes Doppelgrab zweier polnischer Zwangsarbeiter sowie eine Grabfläche für 20 deutsche Soldaten und fünf unbekannte Tote. |      |
|                                                          | Twistringen                                                                                   | Auf dem Jüdischen Friedhof befindet sich ein Grabstein für ein Sammelgrab aus der Zeit des Zweiten Weltkriegs (oder kurz danach) für „Drei Russische Kriegsgefangene“ (so die Aufschrift auf dem Grabstein aus Granit). |      |
| Wichmannsburger Kriegsgräberstätte                       | Wichmannsburg                                                                                 | Auf dem Friedhof der St.-Georgs-Kirche befinden sich zwei Kriegsgräberstätten. In der älteren ruhen drei russischen Kriegsgefangenen. In der zweiten ruhen acht jüdische Personen, die auf der Fahrt im sogenannten Verlorenen Zug verstarben. |      |
| Kriegsgräberstätte Wildeshausen                          | Wildeshausen                                                                                  | Ehrenfriedhof, Visbeker Straße 15 (Lage) |      |
| Kriegsgräberstätte Wingst                                | Wingst                                                                                        | Bei einem Explosionsunglück gestorbene Soldaten |      |
| Kriegsopferstätte Schneverdingen-Wintermoor              | Wintermoor                                                                                    | Auf dem Friedhof Wintermoor ruhen mehr als 700 Opfer des Krieges, der NS-Gewaltherrschaft, der KZ-Züge, Zwangsarbeiter sowie Kriegsopfer aus dem Waldkrankenhaus Wintermoor. Darunter 156 Opfer zweier KZ-Züge. |      |